# Итикавамисато
Итикавамисато (яп. 市川三郷町 Итикавамисато-тё:) — посёлок в Японии, находящийся в уезде Нисияцусиро префектуры Яманаси. Площадь посёлка составляет 75,07 км², население — 16 083 человека (1 августа 2014), плотность населения — 214,24 чел./км².

## Географическое положение
Посёлок расположен на острове Хонсю в префектуре Яманаси региона Тюбу. С ним граничат города Минамиарупусу, Тюо, Кофу и посёлки Фудзикава, Минобу.

## Население
Население посёлка составляет 16 083 человека (1 августа 2014), а плотность — 214,24 чел./км². Изменение численности населения с 1980 по 2005 годы:
| 1980 | 21 985 чел. |  |
| 1985 | 21 690 чел. |  |
| 1990 | 20 641 чел. |  |
| 1995 | 19 885 чел. |  |
| 2000 | 18 854 чел. |  |
| 2005 | 17 939 чел. |  |

## Символика
Деревом посёлка считается сакура, цветком — горечавка шероховатая.